# Avia (Checoslovaquia)
Avia es una compañía checa que produce aviones y automóviles, que destacó por la producción de aviones de combate biplanos en la década de 1930, especialmente el B-534, y posteriormente por su gama de camiones.

## Historia
La compañía fue fundada por Pavel Beneš, Miroslav Hajn, Jaroslav František Koch y Václav Malý en 1919 y se convirtió en parte de Škoda en 1928. Durante la década de 1930 la fábrica se convirtió en el mayor productor de aviones en Checoslovaquia y se trasladó a Letňany. Durante la Segunda Guerra Mundial Avia produjo aviones para la Luftwaffe alemana. Después de la guerra, la empresa se nacionalizó y se involucró en la industria del automóvil. Se fabrican aviones hasta 1963, y luego continuó fabricando motores de aviación (solo para aviones a hélice hasta 1988) y después se dedicó a la producción a camiones. La compañía se dividió en 1992 en las secciones de aviones a hélice y camiones, ambas usando la marca Avia

## Aviones

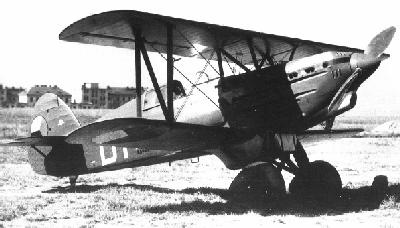
Avia B-534

Antes de la guerra, la compañía produjo aviones civiles y militares, incluyendo el Avia BH-21, Avia B-534 y Avia B-71 (bajo licencia de la Unión Soviética del Tupolev SB).

### Segunda Guerra Mundial
Durante la guerra, los alemanes crearon una serie de plantas de ensamblaje en Checoslovaquia para la producción del Messerschmitt Me 262, designados Avia S-92. Después de la guerra, la infraestructura de producción se mantuvo intacta, por lo que la producción pudo reanudarse para los nuevos propietarios. El primer S-92 fue ensamblado en el Instituto de Investigación Letňany en 1945 con las células de aeronaves procedentes de Avia y los motores de los trabajos de reparación en Malešice (el Junkers Jumo 004, designado como M-04).
Avia también había comenzado la construcción del Messerschmitt Me 109 G poco después del final de la guerra como el Avia S-99, pero pronto se quedó sin los motores del 109, los Daimler-Benz DB 605.

### Guerra fría
El primer vuelo del S-92 se produjo el 27 de septiembre de 1946, con el piloto jefe de Avia, Antonin Kraus, a los mandos. Ese mismo año, el 10 de diciembre, el CS-92 voló por primera vez.
La entrega del primer S-92 a la Fuerza Aérea Checoslovaca fue el 6 de febrero de 1948. Se construyeron doce unidades en total, nueve S-92 y tres CS-92, dotando a la Quinta Ala de Combate hasta que quedaron a tierra para su uso como células de aeronaves de instrucción en 1951.
En aquel momento, cuando Yugoslavia mostró interés en comprar el S-92, Avia estaba considerando el cierre de la línea de producción para dar paso a nuevas aeronaves, y cuando recibió una licencia para producir el Mikoyan-Gurevich MiG 15 Fagot (la empresa ya estaba fabricando los Yakovlev Yak-23 Flora, como el S-101) las líneas de producción del S-92 se desmantelaron.
Un Avia S-92 (A-1a) y Avia CS-92 (B-1a) se puede ver en el Museo Vojenské, Kbely AB.

### Israel

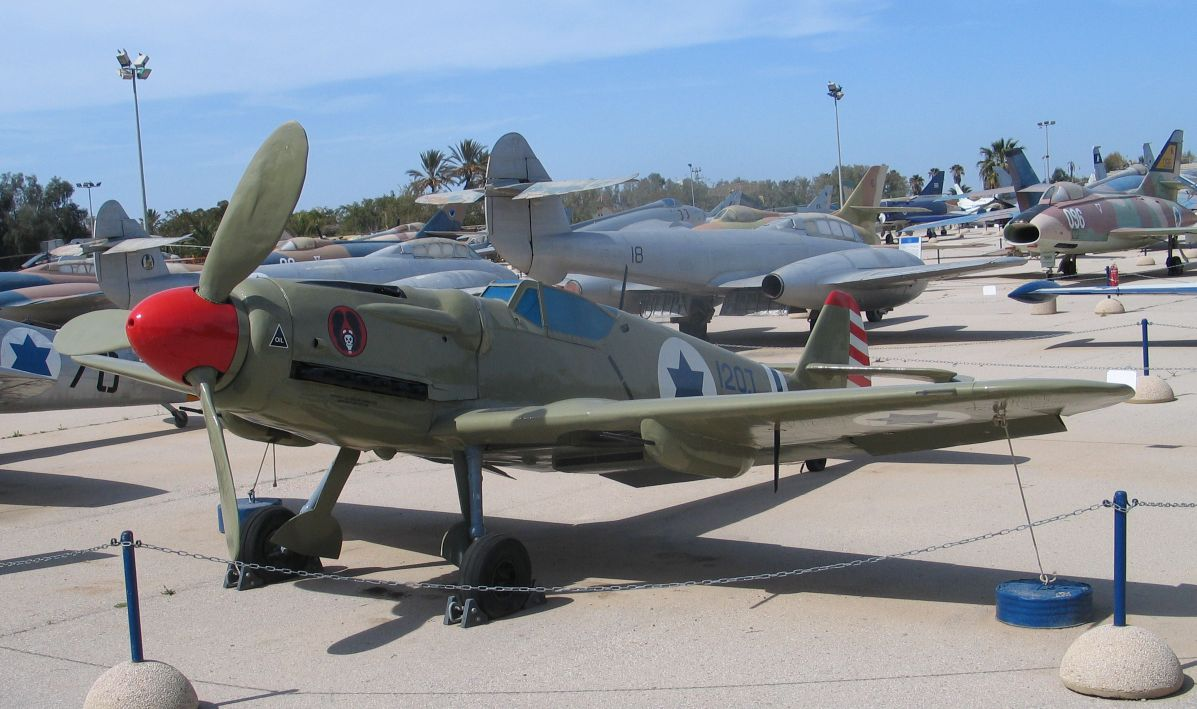
Avia S-199

El Avia S-199, fue un avión de combate construido en Checoslovaquia después de la Segunda Guerra Mundial con las partes sobrantes y los planos de la producción de aviones de la Luftwaffe que habían tenido lugar en el país durante la guerra. Aun cuando era un avión problemático, impopular entre sus pilotos, alcanzó fama como el primer caza del que dispuso la Fuerza Aérea de Israel para su uso durante el Guerra de la Independencia. Los pilotos checoslovacos lo apodaronMezek ("mula"), mientras que en Israel era conocido como el Messer ("cuchillo", es un error común que era apodado Sakeen, su nombre oficial fue incluso diferente -Python).
El S-199 continuó usando el fuselaje del Me 109G, pero sin ninguno de los motores originales disponibles, se usaron en su lugar el motor (Junkers Jumo 211) y la hélice del bombardero Heinkel He 111. El resultado de este compromiso fue un avión con malas cualidades de manejo. El motor sustituto carecía de la capacidad de respuesta de la unidad Daimler-Benz, era más pesado y el par creado por la enorme hélice de paletas dificultaba el control. Este último defecto, combinado con el tren de aterrizaje de vía estrecha del 109, también hizo que los aterrizajes y despegues fueran más peligrosos. Un peligro oculto final residía en el mecanismo sincronizador que no parecía funcionar correctamente, lo que llevó a algunos aviones israelíes a disparar contra sus propias hélices.

### Aviones soviéticos
Más tarde produjo el Avia B-33 (Ilyushin Il-10 bajo licencia) y el Avia 14 (licencia del Ilyushin Il-14), versión de un avión que (capaz de llevar a 42 pasajeros) se convirtió en el mayor avión que se hubiera producido en Checoslovaquia.

### Lista de aviones
- Avia BH-1 (1920)
- Avia BH-2 (1921)
- Avia BH-3 (1921) Desarrollo de caza del BH-2
- Avia BH-4 (1922) Desarrollo del BH-3 con motor más grandes
- Avia BH-5 (1923) Monoplano monomotor biplaza de turismo. 1 construido
- Avia BH-6 (1923) Avión de caza monomotor a pistón biplano. 1 construido
- Avia BH-7 (1923)
- Avia BH-8 (1923) Desarrollo del BH-6. 1 construido
- Avia BH-9 (1923) Desarrollo del BH-5
- Avia BH-10 (1924) Desarrollo del BH-9. Avión deportivo de un asiento
- Avia BH-11 (1923) Desarrollo del BH-9. Avión deportivo de 2 asientos
- Avia BH-12 (1924) Desarrollo del BH-9 con alas pegables
- Avia BH-16 (1924)
- Avia BH-17 (1924)
- Avia BH-19 (1924) Desarrollo del BH-3. 2 construidos
- Avia BH-20 (1924)
- Avia BH-21 (1925)
- Avia BH-22 (1924)
- Avia BH-23 (1926)
- Avia BH-25 (1926)
- Avia BH-26 (1927)
- Avia BH-27 (
- Avia BH-28 (1927)
- Avia BH-29 (1927)
- Avia BH-33 (1927)
- Avia BH-39 (1929) C
- Avia B-34 (1932)
- Avia B-534 (1933)
- Avia B-122 (1934)
- Avia B-71 (1934)
- Avia B-35 (1938)
- Avia B-135 (1938)
- Avia B-158 (1938)
- Avia S-92 (1944)
- Avia S-99 (1945)
- Avia B-33 (1944)
- Avia S-199 (1947)
- Avia 14 (1950)

## Automóviles privados
En 1956, Avia  diseñó prototipos de un automóvil pequeño. Tenía un único asiento central colocado al frente de la columna de dirección, dos asientos traseros, una cabina deslizante para el acceso, y un montaje trasero con un motor de motocicleta de 2 cilindros de 350cc Jawa. La disposición fue compartida con el coche Moravan, que fue construido en Otrokovice.

## Camiones

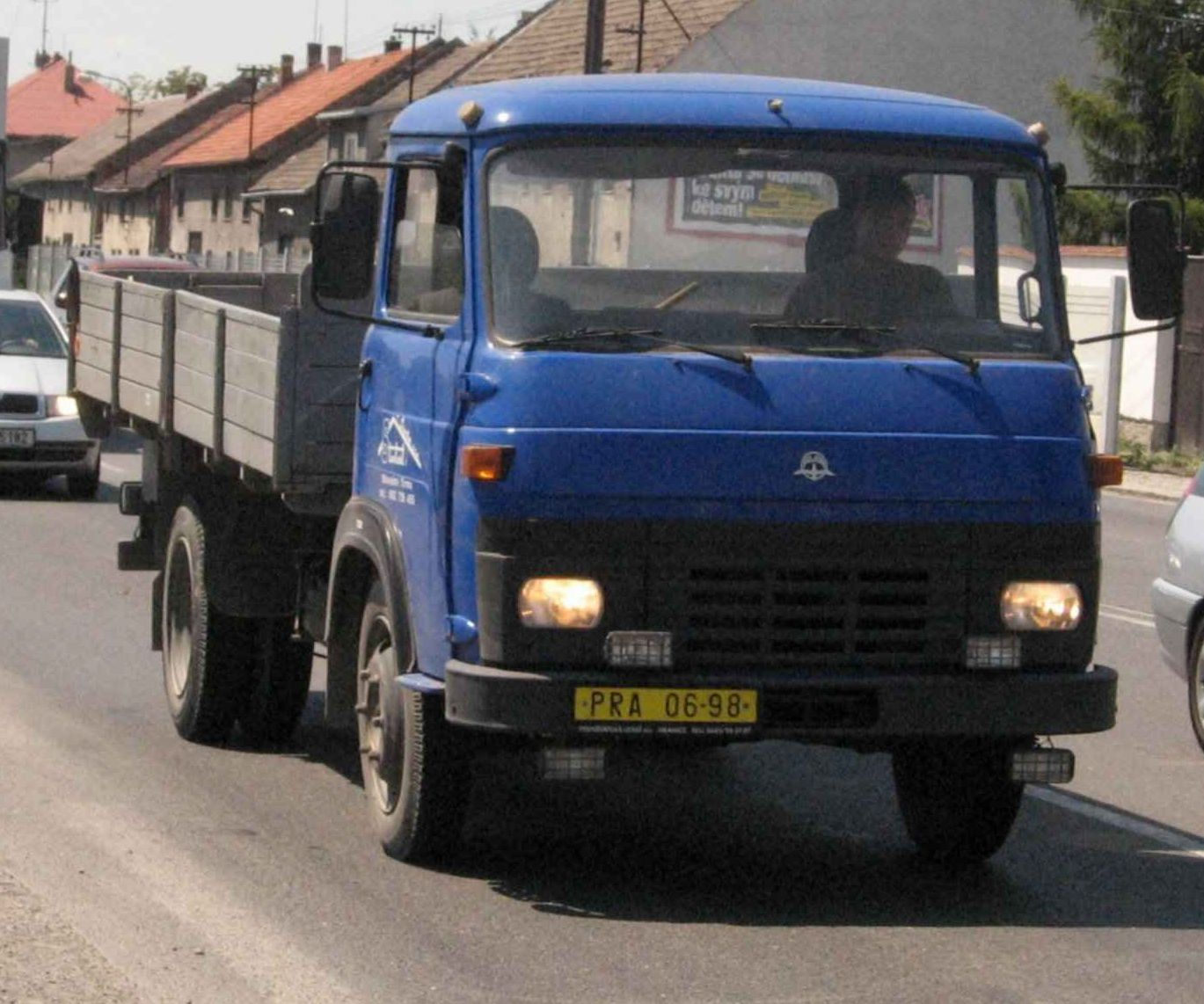
Camión Avia basado en un Saviem

Poco después de la guerra, se inició en AVIA la fabricación de bombas de inyección de combustible y rodamientos de rodillos para vehículos de transporte. La fábrica también proporcionó servicios de reparación de camiones. En el marco de la reorganización de la industria checoslovaca de posguerra, se decidió posteriormente que AVIA se dedicase por completo a la fabricación de nuevos camiones. Ya en 1946 se desarrolló un prototipo del vehículo Škoda R-706 y la primera serie de vehículos y autobuses se fabricó en 1947. Estos productos se exportaron con éxito a muchos países.
En primer lugar, la empresa se concentró en el montaje de vehículos T-805. En 1961, pasó a la fabricación del Praga V3S/S5T, un camión de servicio mediano. El legendario V3S todoterreno de tres tonos se mantuvo en el programa de fabricación de AVIA hasta 1988. El vehículo se fabricó no solo como un vehículo con plataforma, sino también con diferentes tipos de carrocería. Utilizó plenamente su construcción diseñada para un uso extraordinariamente intenso con el ejército en todo tipo de terrenos, así como en cualquier otra operación que exigiera un alto rendimiento en las condiciones más duras. Las modificaciones del modelo Praga S5T también incluyeron un camión semirremolque, el modelo S5T-TN con cabina “trambus”. En 1963, se lanzó la fabricación de unidades de chasis para el transporte de aviones blindado OT 64 (SKOT). Las empresas Praga y Tatra, al igual que algunos fabricantes polacos participaron en la producción de estos vehículos.
En 1965, los cambios estructurales de la demanda de un camión de pequeño tonelaje surgieron tanto en el mercado nacional como en el internacional. En la empresa AVIA, estaban considerando dos caminos a seguir, es decir, el desarrollo propio y/o el uso de una estrategia de licencias adecuada. Como conclusión, se aceptó la oferta del fabricante francés Renault-Saviem para dos tipos de camiones. En el otoño de 1968, los primeros productos empezaron a salir de la línea de montaje. El vehículo más grande se llamó Renault-Saviem SG 4 Super Galion (más tarde AVIA A30), y el más pequeño se llamó SG 2 Super Goelette (más tarde AVIA A15). La nueva fabricación, así como su alcance, requirieron nuevos edificios, así como la modernización de las instalaciones de la empresa existente. Se construyeron nuevos grandes edificios que contenían equipos avanzados y, por lo tanto, AVIA se incluyó entre los fabricantes de vehículos más importantes de Checoslovaquia. La producción anual alcanzó las 17.000 unidades. Con el paso de los años, la fabricación de los vehículos AVIA se modernizó continuamente. La cilindrada del motor Diésel aumentó desde los 3,32 litros del original hasta los 3,61, y se adaptaron prácticamente todas las unidades del vehículo. En 1983, el AVIA A31 se desarrolló a partir del modelo AVIA A30, mientras que el AVIA A15 (más tarde A20) furgón se transfirió al modelo AVIA A 21. De 1974 a 1978, se preparó la modernización de los modelos A20, 30 y 40, incorporando ruedas pequeñas, ejes rediseñados, nuevo tablero, y un interior de cabina mejorado.

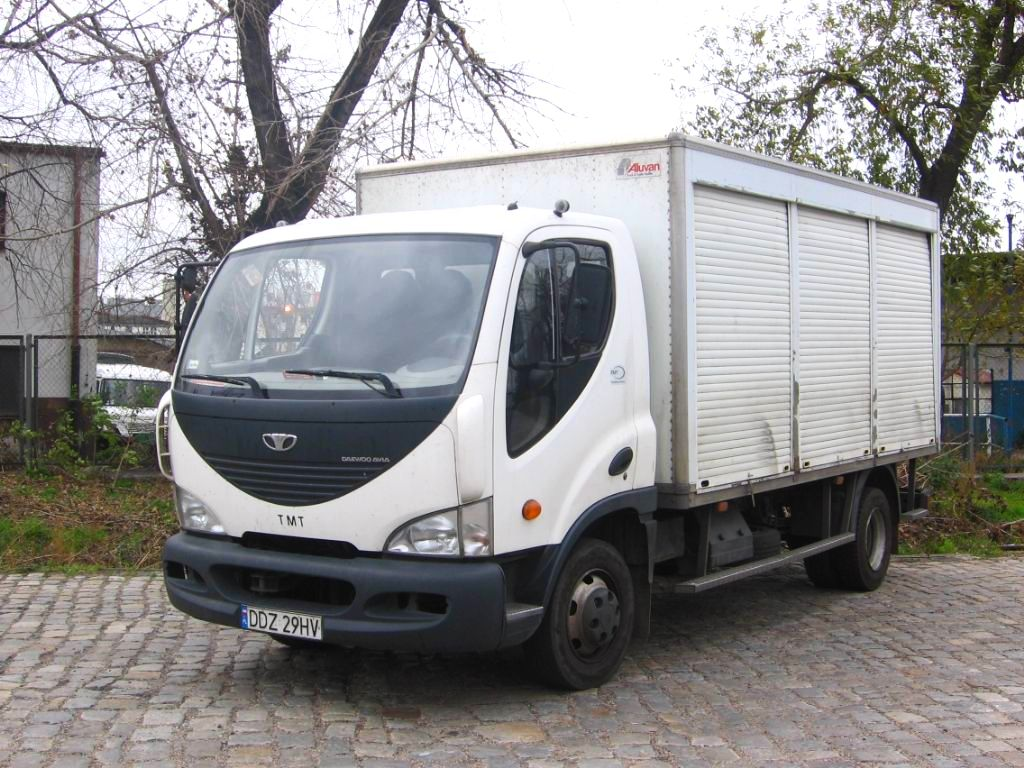
Daewoo Avia D90

En 1986, AVIA National Concern, que también incluía a las filiales en Brno, Ivančice y Žilina, se incorporó a la denominada “Unidad económica industrial” junto con las empresas Praga, BSS, Metaz y Kutná Hora. El 1 de julio de 1988, se estableció una nueva empresa estatal, AVIA Concern, que comprendía las empresas Avia, Praga, BSS y Dačické ingeniería, de conformidad con la Ley de empresas estatales. AVIA Letňany, como fábrica matriz, produjo motores y cabinas y ensambló todo el chasis. Una parte del chasis se equipó con una superestructura tipo plataforma y aquí también se fabricaron vehículos con carrocería tipo furgón. La superestructura producida en las fábricas de Brno, Ivančice y Žilina se montaba sobre los chasis de la matriz. La factoría de Kutná Hora fabricaba todo tipo de ejes para vehículos AVIA. El surtido clave de Praga Concern Enterprise incluía unidades de engranajes para camiones y autobuses y una serie de otras piezas para el campo de la automoción. La empresa de ingeniería Dačické fabricaba piezas para los fabricantes de automóviles. El surtido de carrocerías seguía creciendo: se fabricaban carrocerías de caja, carrocerías de caja isotérmicas, carrocerías con unidades de refrigeración, plataformas de montaje, carrocerías de contenedores, dumpers, camiones de remolque y otras carrocerías diferentes. El chasis de AVIA también sirvió como base para los pequeños autobuses fabricados en Bulgaria, Yugoslavia y Hungría.
En 1989, el consorcio se dividió en negocios individuales. En el mismo año, AVIA Letňany lanzó el montaje de furgones A21 FC mediante el uso de piezas prensadas. En 1993, se lanzó la fabricación de vehículos AVIA equipados con motores turbo designados como A21T y A31T. Al mismo tiempo, la potencia del motor de estos vehículos se incrementó hasta 65 kW, lo que cumplió con la Norma EURO I. Posteriormente, se desarrolló un motor con la potencia aumentada hasta 76 kW (u 85 kW) y se desarrolló un intercambiador de calor que cumplía con el estándar EURO II. Las mejoras también incluyeron un chasis modificado, unidad motriz reforzada, sistema de dirección asistida, sistema de frenado modificado, interior de cabina mejorado y parámetros técnicos mejorados del vehículo.
En 1992, AVIA se transformó en una sociedad anónima, y se estableció Hamilton Standard, una nueva empresa con la participación accionarial de AVIA en la fabricación de hélices para aviones.
Un año más tarde, la fabricación de hélices se trasladó de la fábrica de Letňany a las nuevas instalaciones cerca de Stará Boleslav. Esto puso fin definitivamente a la producción de aviones en Letňany.
El 66% de la empresa AVIA fue privatizada por entidades checas en dos oleadas. Para asegurar un mayor desarrollo de la Compañía, el Gobierno comenzó a buscar un inversor extranjero. Las negociaciones pertinentes se llevaron a cabo con varias partes interesadas. En primera línea, estaba RENAULT, la empresa fabricante de automóviles francesa, con la que AVIA ya tenía una buena experiencia a largo plazo; seguida de la empresa alemana MERCEDES-BENZ. Sin embargo, la licitación pública de 1995 fue ganada por un consorcio formado por la empresa surcoreana DAEWOO y la empresa austriaca STEYR. El consorcio compró el 50,2% de las acciones de AVIA, convirtiéndose así en el accionista mayoritario de la Compañía. Al año siguiente, el nombre comercial de la Compañía se cambió a DAEWOO AVIA, a.s. En el mismo año, la Compañía se convirtió en el importador y distribuidor exclusivo de vehículos DAEWOO para la República Checa.
En 1997, la Serie A de AVIA se modernizó por última vez. Se lanzaron al mercado los modelos AVIA A 60/65/75/80, con un chasis completamente nuevo equipado con un marco remachado, eje delantero fijo, frenos de disco delanteros, ruedas menores 205/75 - 17,50" y motores EURO II con una potencia de 76 kW y/o 85 kW, dotado con una caja de cambios de cinco o de seis velocidades. Las cabinas tenían un nuevo interior, diseño avanzado y configuración basculante. Se produjeron unos 250.000 vehículos AVIA Serie A en la fábrica de automóviles de Letňany en el período comprendido entre su lanzamiento en 1968 y el 13 de noviembre de 2000. De 1997 a 1999, la fábrica de Letňany también ensambló los vehículos comerciales ligeros LUBLIN y LUBLIN II, importados por piezas de la empresa DAEWOO MOTOR Polonia.
Simultáneamente, prosiguió el trabajo de preparación de un producto completamente nuevo. El nuevo equipo directivo de DAEWOO AVIA se planteó un objetivo exigente que consistía en el desarrollo de un camión de servicio mediano completamente nuevo, que cubriría la clase de peso de 6 a 9 toneladas y sería completamente competitivo en los mercados occidentales en términos de diseño. La cabina del vehículo, que obtuvo un diseño completamente nuevo y proporcionó el máximo confort tanto al conductor como a la tripulación, fue el componente más significativo del vehículo. Los diseñadores ingleses de DAEWOO participaron en el desarrollo de la nueva cabina y su interior, mientras que los diseñadores especialistas de DAEWOO AVIA fueron responsables de la coordinación del proyecto y del desarrollo del motor/chasis. El nuevo vehículo conocido como AVIA D Series debutó en el mercado checo a finales de 2000. El mayor cambio que se produjo con los vehículos AVIA D 60/90 Series fue el montaje de nuevas unidades de conducción que cumplieran los requisitos legales de EEC R49-03 sin necesidad de recircular los gases de escape. Las unidades incluían un motor de fabricación propia denominado AVIA D432.100 y un motor CUMMINS ISBe 150 30 (Inglaterra). Desde 2002, el fabricante ha estado ofreciendo dos tipos de caja de cambios de la empresa alemana ZF con sus vehículos. En concreto, comprende la caja de cambios de cinco velocidades ZF S5-42 o la caja de cambios de seis velocidades ZF S6-850.
Sin embargo, a mediados de esta década, las operaciones se contrajeron y los volúmenes disminuyeron, aunque la demanda de ventas se mantuvo fuerte en el mercado interno y en el Reino Unido, España, Hungría e Irlanda. En este último país, Avia tuvo un 16 % de participación de mercado de su segmento en 2006. En 2007, un fabricante líder de vehículos comerciales de la India, Ashok Leyland, se hizo cargo de AVIA. Desde entonces, la empresa pasó a llamarse Avia Ashok Leyland Motors (AALM).
Poco después, se introdujeron en el mercado modelos compatibles con la normativa Euro 4. La gama de AALM abarca el rango de peso bruto del vehículo de 6 a 12 toneladas. Dependiendo del modelo, el peso bruto combinado con un remolque con barra de tiro puede llegar a 22 toneladas, lo que proporciona una operación muy económica.
Como fabricante de camiones, Czech Avia no debe confundirse con la compañía española Avia.